# Nouryon (Europoort)
De Nouryon Europoort (DME) is een fabriek voor het produceren van dimethylether.
Dimethylether wordt gebruikt als drijfgas in spuitbussen en is een alternatief voor de verboden cfk's. Het wordt vervaardigd door katalytische omzetting van methanol, dat met binnenvaartschepen bij de fabriek wordt aangevoerd. Het bedrijf startte in 1990 en heeft een productiecapaciteit van 45.000 mton per jaar. Het maakte ooit deel uit van de divisie 'Industrial Chemicals' van AkzoNobel.